# Kärrlyckospindel
Kärrlyckospindel (Agyneta ramosa) är en spindelart som beskrevs av Jackson 1912. Kärrlyckospindel ingår i släktet Agyneta och familjen täckvävarspindlar. Arten är reproducerande i Sverige. Inga underarter finns listade i Catalogue of Life.